# St. Erhard (bere)
St. Erhard (oficial St. ERHARD) este o marcă de bere germană din orașul Bamberg, Bavaria. Berea se poziționează pe piață ca un brand de lux și este exportată în principal în Asia.

## Caracteristicile produsului

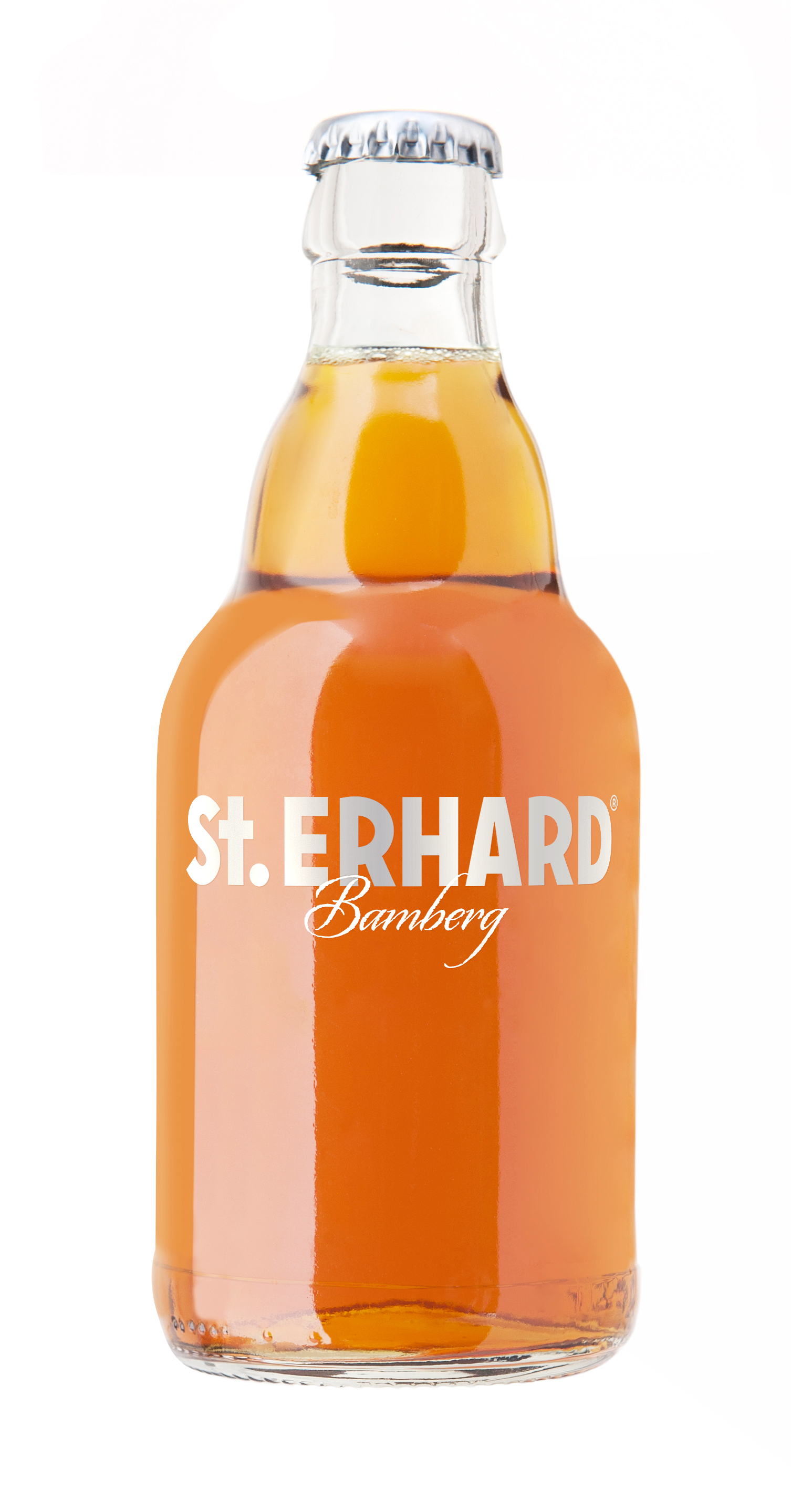
Sticlă de bere St. ERHARD

Berea St. Erhard este fabricată în conformitate cu legea germană de puritate (Reinheitsgebot) din 1516 și are o specificație originală înainte de fermentare de 12,5 grade Plato cu un conținut alcoolic de 5%. Berea este găsită pe piața din India.

## Branding
Marca comercială St. Erhard se poziționează ca un produs premium. Spre deosebire de alte mărci de bere, St. Erhard este distribuită într-un recipient de sticlă complet transparentă, cu un strat de protecție împotriva razelor ultraviolete și inscripționat cu logo-ul mărcii direct pe sticlă.

## Marcă înregistrată
Marca „St. ERHARD” este marcă înregistrată internațional pentru bere și alte produse și servicii asociate.